# Lightstorm Entertainment
Lightstorm Entertainment és una companyia de cinema nord-americana fundada el 1990 per James Cameron.

## Filmografia
- 1991: Terminator 2[3]
- 1994: True Lies[4]
- 1997: Titanic
- 2002: Solaris
- 2009: Avatar
- 2019: Alita: Battle Angel
- 2019: Terminator: Dark Fate[5]